# 641 до н. е.

## Події
17 травня 641 року до н. е. відбулося часткове сонячне затемнення.
11 листопада 641 року до н. е. відбулося кільцеподібне сонячне затемнення.